# دیوید سیسیلین
دیوید سیسیلین (به انگلیسی: David Cicilline) نمایندهٔ حوزه انتخابیه اول رود آیلند از حزب دموکرات ایالات متحده آمریکا در مجلس نمایندگان ایالات متحده آمریکا است که برای نخستین‌بار در ۱۱ ژانویه ۲۰۱۱ میلادی به عضویت این مجلس درآمد.